# Inmersión en la mapu
"Inmersión en la Mapu" (Koneltu ti mapu mu) es una obra audiovisual inmersiva, escrita, dirigida y producida por la cineasta y artista chilena Rosa Angelini, con actuaciones de las artistas de origen mapuche Lorenza Aillapán y Rallen Montenegro, además de música original de la cantante chilena Fran Straube (Rubio).
La obra mezcla disciplinas como el cine, el diseño sonoro, la animación 3D y la performance. Se divide en dos episodios hablados en mapudungun que abordan la relación del pueblo mapuche con conflictos medioambientales recientes y la pérdida de biodiversidad en territorios de la Región de La Araucanía, como la Reserva Nacional "China Muerta", el Parque nacional Conguillío y el Río Truful Truful, considerados como lugares sagrados según su cosmovisión.
Ha sido presentada en espacios como la 15° Bienal de Artes Mediales de Santiago, el Festival Internacional Womad y el Festival Internacional de la Imagen de Colombia. 

## Argumento
El primer episodio "Por la protección del bosque nativo" transcurre en el territorio conocido como "China Muerta", una reserva natural de araucarias ubicada en la comuna de Lonquimay, Melipeuco, IX Región de la Araucanía. Los paisajes son recorridos por el espíritu de una Machi (Lorenza Aillapán) quien dialoga con espíritus femeninos pertenecientes a la cosmovisión mapuche, como wangulén, para dar cuenta del daño y las pérdidas de bosque nativo. Tras recorrer el lugar, la Machi realiza un yeyipun (rogativa) para proteger su biodiversidad
El segundo episodio titulado "El universo del río" transcurre en el Río Truful Truful, cuenca cercana al Volcán Llaima, un espacio considerado sagrado por el pueblo mapuche al ser una abundante fuente de lawen (hierbas medicinales), que son utilizadas con fines medicinales y para realizar ceremonias. La Machi del primer episodio vuelve a este territorio para realizar un ritual junto a Shumpall (Rallen Montenegro), espíritu que habita y protege las aguas, de acuerdo a la cosmovisión mapuche.  

## Contexto histórico
Ambos episodios de la obra se enmarcan en hechos históricos ocurridos en territorios de la Región de la Araucanía, y abordan su impacto en los derechos humanos del pueblo mapuche. 
En el caso de la Reserva Nacional "China Muerta", la obra señala el origen violento de ese nombre al tratarse de una mujer mapuche que habría fallecido en el lugar. Asimismo, el argumento de la obra aborda las consecuencias de un mega incendio ocurrido en 2015, que quemó más de 6.500 hectáreas de bosque nativo.
Por otro lado, la biodiversidad del Río Truful Truful se ha visto amenazada por la instalación de una hidroeléctrica en sus cercanías, lo que ha implicado un impacto para los derechos humanos y ambientales de las comunidades mapuche que habitan en la zona. 
La obra también refiere al caso las hermanas Nicolasa y Berta Quintremán, dos mujeres mapuche y activistas por los derechos humanos e indígenas, conocidas por su fuerte oposición a la construcción de la central hidroeléctrica Ralco de Endesa durante la década de los años 90 en Chile. En 2013, Nicolasa Quintremán fue encontrada muerta flotando en las aguas del embalse artificial de la represa Ralco. Ambas son homenajeadas en la obra. 

## Reparto
- Lorenza Aillapán (Machi)
- Rallen Montenegro (Shumpall)
- Left Aillapán
- Kelu Aillapán